# 148
148 (CXLVIII) var ett skottår som började en söndag i den julianska kalendern.

## Händelser

### Okänt datum
- Petrusevangeliet skrivs i Syrien.
- Athendodorus efterträds som patriark av Konstantinopel av Euzois.
- An Shih Kao anländer till Kina.

## Avlidna
- Aeulius Nikon, grekisk arkitekt (eller 149)